# 田鶴村
田鶴村（たづるむら）は、かつて岐阜県海津郡に存在した村である。
現在の海津市南濃町田鶴に該当する。
吉田村設立時は下石津郡の村であったが、郡制による郡の合併により、海津郡の村となっている。

## 歴史
- 1874年（明治7年） - 大田村と太田新田が合併し、田鶴村となる。
- 1878年（明治11年） - 石津郡は上石津郡と下石津郡に分割され、この地域は下石津郡となる。
- 1889年（明治22年）7月1日 - 町村制により田鶴村発足。
- 1897年（明治30年）4月1日[2] - 郡制に基づき、下石津郡、海西郡と安八郡の一部が合併し、海津郡になる。
- 1897年（明治30年）4月1日 - 吉田村、太田村、松山村、境村と合併し、石津村が発足。同日田鶴村廃止。

石津郡太田村は、時期により異なっている。1874年まで存在した太田村は合併で田鶴村、現在の南濃町田鶴。1875年〜1897年に存在した太田村は現在の南濃町太田である。